# 크라우드 서핑

2019년 1월 암스테르담에서 열린 하이데로스예스 콘서트의 크라우드 서핑 장면.

크라우드 서핑(crowd surfing)은 주로 콘서트 중에 한 사람이 다른 사람들의 머리 위로 전달되는 과정을 말한다. "크라우드 서퍼"는 아래 사람들의 손으로 지지되어 그들의 머리 위로 서핑을 하듯 이동한다.

## 기원

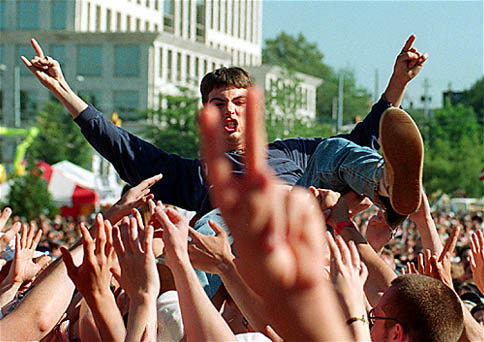
1997년 애틀랜타 뮤직 미드타운 페스티벌의 군중 서퍼

이기 팝은 1970년 신시내티 서머 팝 페스티벌에서 군중 속으로 뛰어들었는데, 이것이 크라우드 서핑의 초기 사례였다.
1980년 초, 피터 가브리엘은 "Games Without Frontiers" 공연 중에 십자가 자세로 관객들 속으로 떨어져 전달되는 크라우드 서핑을 선보였다. 가브리엘의 1982년 투어를 기록한 1983년 앨범 《Plays Live》의 뒷면 커버에는 그가 크라우드 서핑을 하는 사진이 실려 있다.

가브리엘은 이렇게 말했다.
이기 팝이 나보다 먼저 관객 속으로 뛰어들긴 했지만, 관객들의 손 위에 누워서 전달되는 것까지는 하지 않았죠. 나는 치료 그룹에서 하는 게임에서 아이디어를 얻었는데, 뒤로 넘어지면 뒤에 있는 사람이 받아주는 것을 믿어야 하는 게임이었어요... 시카고의 야외 공연에서 나는 관객들 사이로 전달되었는데, 속옷만 빼고 모든 옷을 잃은 채로 무대로 돌아왔죠. 위험한 면이 있었고, 무사히 무대로 돌아갈 수 있기를 속으로 기도했습니다.
마틴 스코세이지가 제작한 1990년 콘서트 영상 《POV》가 가브리엘의 크라우드 서핑을 담은 최초의 공식 영상이었다. 빌리 조엘이 1987년 소련 콘서트 투어 중에 크라우드 서핑을 했을 때, 밴드 동료 케빈 듀크스는 이를 "피터 가브리엘 플롭"이라고 표현했다.
크라우드 서핑이 클래식 음악계에까지 처음으로 확장된 것은 2014년 6월 브리스톨 프롬스에서였다. 한 관객이 헨델의 메시아 공연 중에 감독의 "박수치고 환호하라"는 초대를 너무 심각하게 받아들여 크라우드 서핑을 시도하다가 다른 관객들에 의해 쫓겨났다.

## 같이 보기
- 헤드뱅잉
- 스테이지 다이빙
- 모싱